# Manhunt international
 (septembre 2024).
- Si vous ne connaissez pas le sujet, laissez ce bandeau (vous pouvez alors contacter les auteurs).
- Si vous supprimez le contenu mis en cause (vous pouvez préalablement contacter les auteurs),

argumentez précisément cette suppression dans la page de discussion
(un manque de référence n'est pas un argument ; une recherche réelle de référence doit avoir été effectuée, être formellement documentée).
 (septembre 2024).
Manhunt International (littéralement : la chasse à l’homme internationale) est un concours de beauté masculine international débutant en 1993, même si la première élection est un peu antérieure avec un seul préliminaire national à Singapour. Le concours est organisé par Metromedia Singapore et Procon Leisure International.

## Historique
Le concours Manhunt débute en 1987 lorsque le directeur des élections de Metromedia Singapore, Alex Liu, décide d’organiser le premier concours réservé aux mannequins masculins à Singapour car il existe alors de nombreux concours pour les femmes et aucun pour les hommes. Liu organise donc le premier concours Manhunt à Singapour.
Le concours Manhunt devient Manhunt international en 1993. La première édition se déroule lieu dans la ville de Gold Coast, en Australie. Le premier lauréat du titre de Manhunt international est l’Allemand Thomas Sasse, parmi 25 candidats.
En 1994, l’élection reste à Gold Coast et le gagnant est Nikos Papadakis (représentant la Grèce).
En novembre 1995, a lieu l’un des concours Manhunt International les plus réussis lorsque 35 candidats débarquent sur l’île de Sentosa (Singapour) pour concourir, avec une récompense pour le gagnant de plus de 100,000 U$D.

## Critères d’éligibilité
Sexe
- Masculin

Âge
- de 18 à 30 ans

Statut marital
- Célibataire

Taille
- 1,80 m au minimum

Compétences
- avoir fait des expériences en mannequinat
- parler anglais (facultatif)

Attributs supplémentaires
- photogénique
- physique avantageux (pas de bodybuilding)
- personnalité formidable
- tempérament cool
- enthousiaste

## Déroulement du concours
Le concours Manhunt se déroule en deux parties : le préliminaire et la finale. 
Pendant le préliminaire, les candidats sont jugés en costume national, en maillot de bain, en tenue de soirée et en vêtement de mode. Les candidats ayant obtenu les notes les plus élevées sont nommés finalistes, desquels les juges déterminent le vainqueur et les dauphins en finale.
Durant la finale du concours, plusieurs autres récompenses sont décernées, outre le titre suprême de Manhunt international : meilleur en costume national, meilleur mannequin au défilé, Mister Photogénique, Mister Personnalité, Mister Physique et Mister Popularité (élu par les internautes).
Depuis l’édition 2005, et jusqu’en 2008, Manhunt international a également décerné cinq récompenses continentales aux meilleurs représentants de chaque continent. Dans l’édition 2007, il fut annoncé que le gagnant de Mister Popularité serait désormais automatiquement sélectionné pour la finale.

## Lauréats
Pas d’élection en 1996, 2003, 2004, 2009, 2013, 2014, 2015, 2019, 2021 et 2023
| Année | Candidats | Lieu du concours      | Manhunt international    | Pays             | 1er dauphin               | 2e dauphin              |
| ----- | --------- | --------------------- | ------------------------ | ---------------- | ------------------------- | ----------------------- |
| 1993  | 25        | Gold Coast, Australie | Thomas Sasse             | Allemagne        | Berke Hürcan              | Raffaele Memoli         |
| 1994  | 24        | Gold Coast, Australie | Nikos Papadakis          | Grèce            | Trent Garfthon            | Richard Planks          |
| 1995  | 35        | Singapour             | Albe Geldenhuys          | Afrique du Sud   | Dino Morea                | David Arnold            |
| 1997  | 38        | Singapour             | Jason Erceg              | Nouvelle-Zélande | Sandro Finoglio Speranza  | Vincent Pinto           |
| 1998  | 35        | Gold Coast, Australie | Peter Eriksen            | Suède            | Tamme Boh Tjarks          | Robert Korceki          |
| 1999  | 43        | Manille, Philippines  | Ernesto Calzadilla       | Venezuela        | John Abraham              | Peter Kerby             |
| 2000  | 33        | Singapour             | Brett Wilson             | Australie        | David Zepeda              | Brandon Choo            |
| 2001  | 43        | Pékin, Chine          | Rajeev Singh             | Inde             | Leo Zhang Wei Biao        | Luis Antonio Nery Gómez |
| 2002  | 46        | Shanghai, Chine       | Fabrice Wattez           | France           | Bart Deschuymer           | Murat Erbaytan          |
| 2005  | 42        | Pusan, Corée du Sud   | Tolgahan Sayisman        | Turquie          | Agris Blaubuks            | Henry Romero            |
| 2006  | 53        | Jinjiang, Chine       | Jaime Augusto Mayol      | États-Unis       | Fabien Hauquier           | Zhao Zheng              |
| 2007  | 48        | Gangwon, Corée du Sud | Jeffrey Zheng Yu Guang   | Chine            | Jason Charles Milot       | Athitakis Ioannis       |
| 2008  | 47        | Séoul, Corée du Sud   | Abdelmoumen El Maghraouy | Maroc            | Egill Arnljots            | Cesar Vargas            |
| 2010  | 50        | Taichung, Taïwan      | Peter Meňky              | Slovaquie        | Bogdan Brasoveanu         | Marlon de Gregori       |
| 2011  | 48        | Séoul, Corée du Sud   | John Chen Jian Feng      | Chine            | Nelson Omar Sterling      | Gianni Sinnesael        |
| 2012  | 53        | Bangkok, Thaïlande    | June Macasaet            | Philippines      | Peter Bo Jonsson          | Martin Wang             |
| 2016  | 43        | Shenzhen, Chine       | Patrik Sjöö              | Suède            | Ba Te Er                  | Christopher Bramell     |
| 2017  | 37        | Bangkok, Thaïlande    | Truong Ngoc Tinh         | Vietnam          | Kongnat Choeisuwan        | Gaetan Osman            |
| 2018  | 28        | Gold Coast, Australie | Vicent Llorach González  | Espagne          | Dale Maher                | Luca Derin              |
| 2020  | 36        | Manille, Philippines  | Paul Luzineau            | Pays-Bas         | Nikos Antonopoulos        | Matheus Giora           |
| 2022  | 33        | Manille, Philippines  | Lochie Carey             | Australie        | Joshua Raphael De Sequera | Elijah Van Zanten       |
| 2024  | 37        | Ayutthaya, Thaïlande  | Kevin Dasom              | Thaïlande        | Lucas Schlachter          | Kenneth Stromsnes       |
| 2025  | 37        | Bangkok, Thaïlande    | Adonis RENAUD            | France           | Piyumal Sithum            | Rhyeme Wright           |

1. ↑  Le Vénézuélien Sandro Finoglio Speranza, le 1er dauphin de Manhunt international 1997, remporta le titre de Mister Monde 1998.
2. ↑  Le Belge Fabien Hauquier, le 1er dauphin de Manhunt international 2006, fut second dauphin de Mister Monde 2003.

## Sources
Cet article provient des articles Manhunt International des Wikipédias en anglais et en allemand.